# Metsä Group
Metsä Group (ufficialmente Metsäliitto Osuuskunta) è una Società cooperativa finlandese attiva nell'industria forestale, cartaria e cartotecnica.

## Storia
La società è nata intorno al XX secolo con la fondazione della Metsäliitto Cooperative, la società madre del Gruppo Metsä. Inizialmente però la società si occupava della vendita di legname tramite la Metsäliitto Oy, fondata nel 1934, divenuta poi una cooperativa nel 1947, iniziò le sue attività industriali attraverso la propria attività di segheria, espandendosi negli anni '50 nell'industria chimica forestale.
L'industria forestale finlandese è cresciuta e si è internazionalizzata a un ritmo sostenuto dagli anni '60, diventando uno dei pilastri del benessere e della prosperità finlandesi. Tra le aziende che crebbero di più vi era proprio la Metsäliitto.
All'inizio degli anni 2000, Metsäliitto era un gruppo internazionale con oltre 25.000 dipendenti in dozzine di paesi diversi. A seguito dei forti cambiamenti strutturali degli ultimi anni, il Gruppo è ora un'entità più compatta che punta alla crescita in alcune attività commerciali selezionate. Tuttavia, la base per le sue operazioni risiede ancora nel concetto di cooperativa e nell'agire nel migliore interesse dei proprietari forestali finlandesi. Risulta inoltre quotata in borsa tramite le aziende controllate.

## Rami aziendali
Il gruppo, con le sue società, segue tutta la filiera produttiva operando in:
- gestione forestale (Metsä Forest);
- prodotti in legno (Metsä Wood);
- produzione di cellulosa (Metsä Fibre);
- produzione di carta tissue (Metsä Tissue);
- produzione di carta e cartone (Metsä Board).

## Espansione
L'impresa ha stabilimenti in 30 paesi del mondo e occupa circa 9300 dipendenti.